# Сен-Панкрас (Дордонь)
Сен-Панкра́с (фр. Saint-Pancrace) — коммуна во Франции, находится в регионе Аквитания. Департамент — Дордонь. Входит в состав кантона Брантом. Округ коммуны — Нонтрон.
Код INSEE коммуны — 24474.

## География

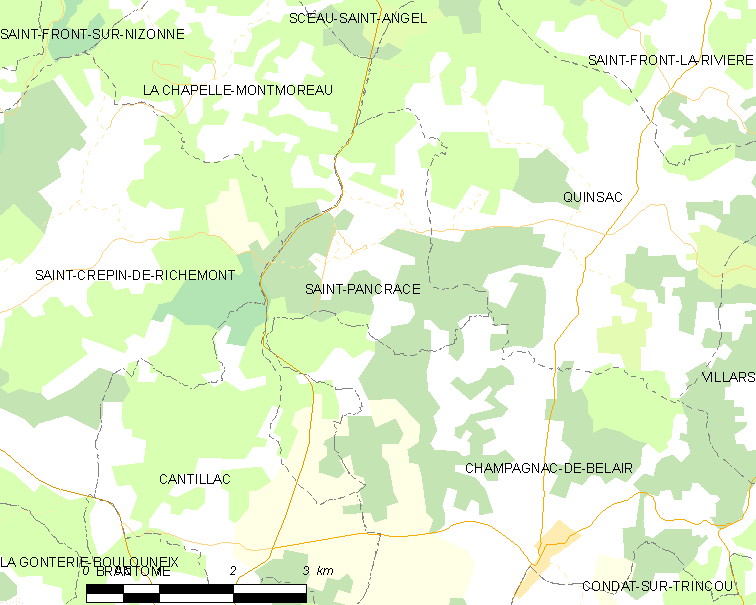
Карта коммуны

Коммуна расположена приблизительно в 410 км к югу от Парижа, в 120 км северо-восточнее Бордо, в 28 км к северу от Перигё.

### Климат
Климат умеренный океанический со средним уровнем осадков, которые выпадают преимущественно зимой. Лето здесь долгое и тёплое, однако также довольно влажное, здесь не бывает регулярных периодов летней засухи. Средняя температура января — 5 °C, июля — 18 °C. Изредка вследствие стечения неблагоприятных погодных условий может наблюдаться непродолжительная засуха или случаются поздние заморозки. Климат меняется очень часто, как в течение сезона, так и год от года.

## Население
Население коммуны на 2010 год составляло 153 человека.
| 1962 | 1968 | 1975 | 1982 | 1990 | 1999 | 2010 |
| ---- | ---- | ---- | ---- | ---- | ---- | ---- |
| 142  | 150  | 155  | 144  | 129  | 120  | 153  |

## Администрация
| Период | Период | Фамилия         | Партия       | Примечания      |
| ------ | ------ | --------------- | ------------ | --------------- |
| 1945   | 1971   | Луи Перу        |              |                 |
| 1971   | 1974   | Марсель Мартино |              |                 |
| 1974   | 1983   | Реймон Дювернёй |              |                 |
| 1983   | 1995   | Эдгар Ластер    |              |                 |
| 1995   | 2020   | Жан-Жак Мартино | беспартийный | предприниматель |

## Экономика
В 2010 году среди 88 человек трудоспособного возраста (15-64 лет) 73 были экономически активными, 15 — неактивными (показатель активности — 83,0 %, в 1999 году было 59,5 %). Из 73 активных жителей работали 66 человек (37 мужчин и 29 женщин), безработных было 7 (3 мужчин и 4 женщины). Среди 15 неактивных 2 человека были учениками или студентами, 9 — пенсионерами, 4 были неактивными по другим причинам.

## Достопримечательности
- Церковь Св. Панкратия (XIX век)

## Фотогалерея

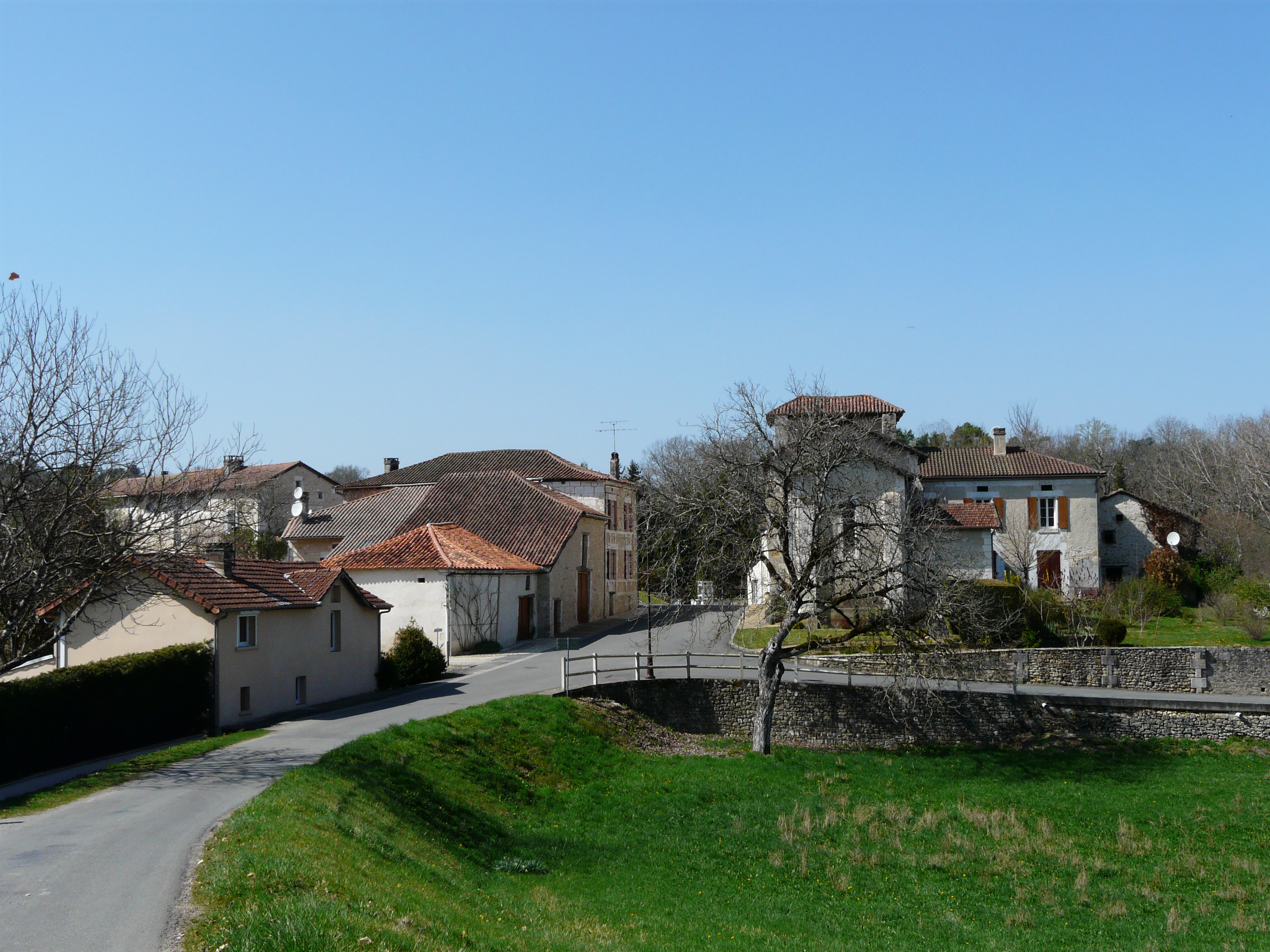
Сен-Панкрас
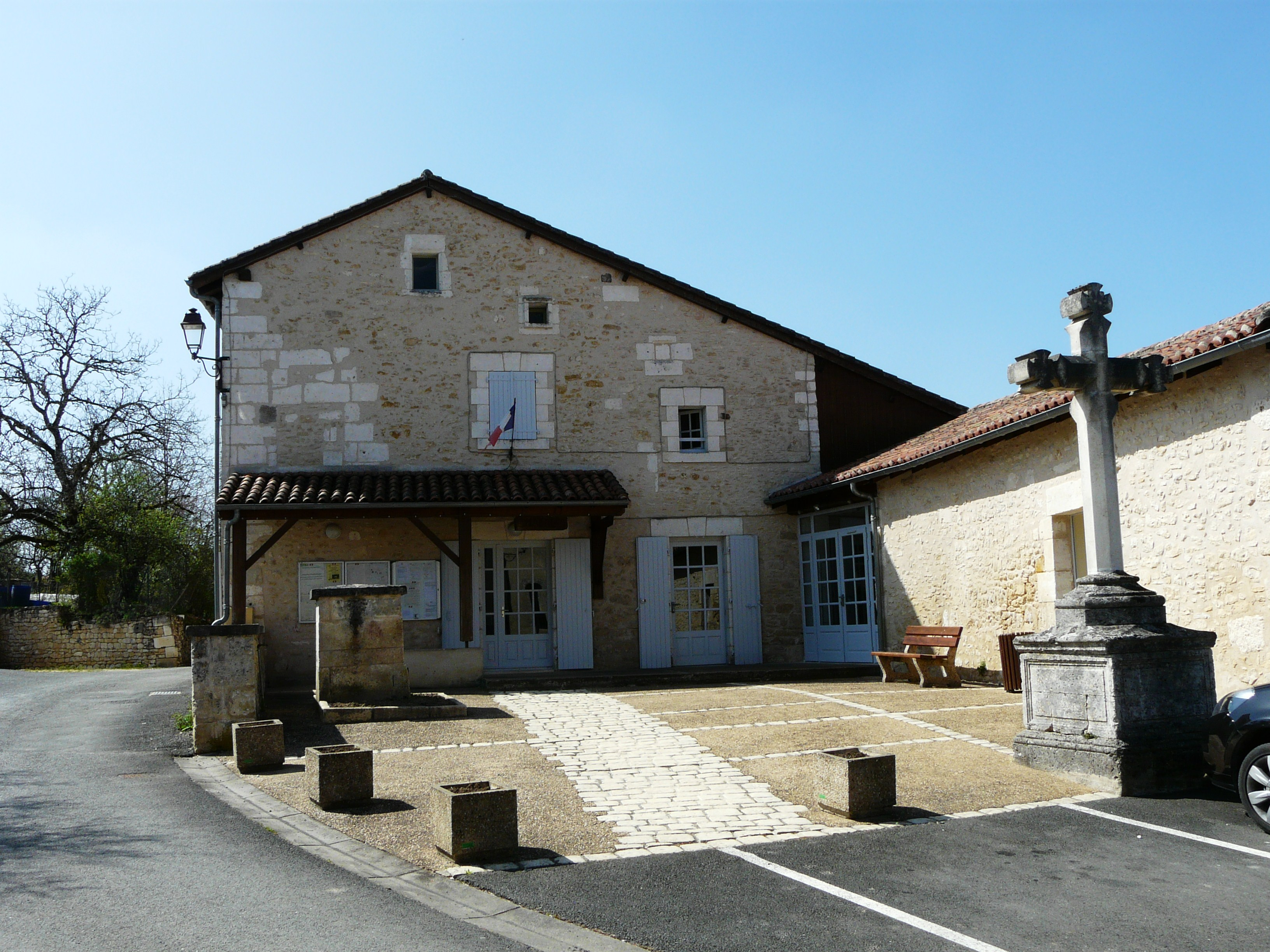
Мэрия
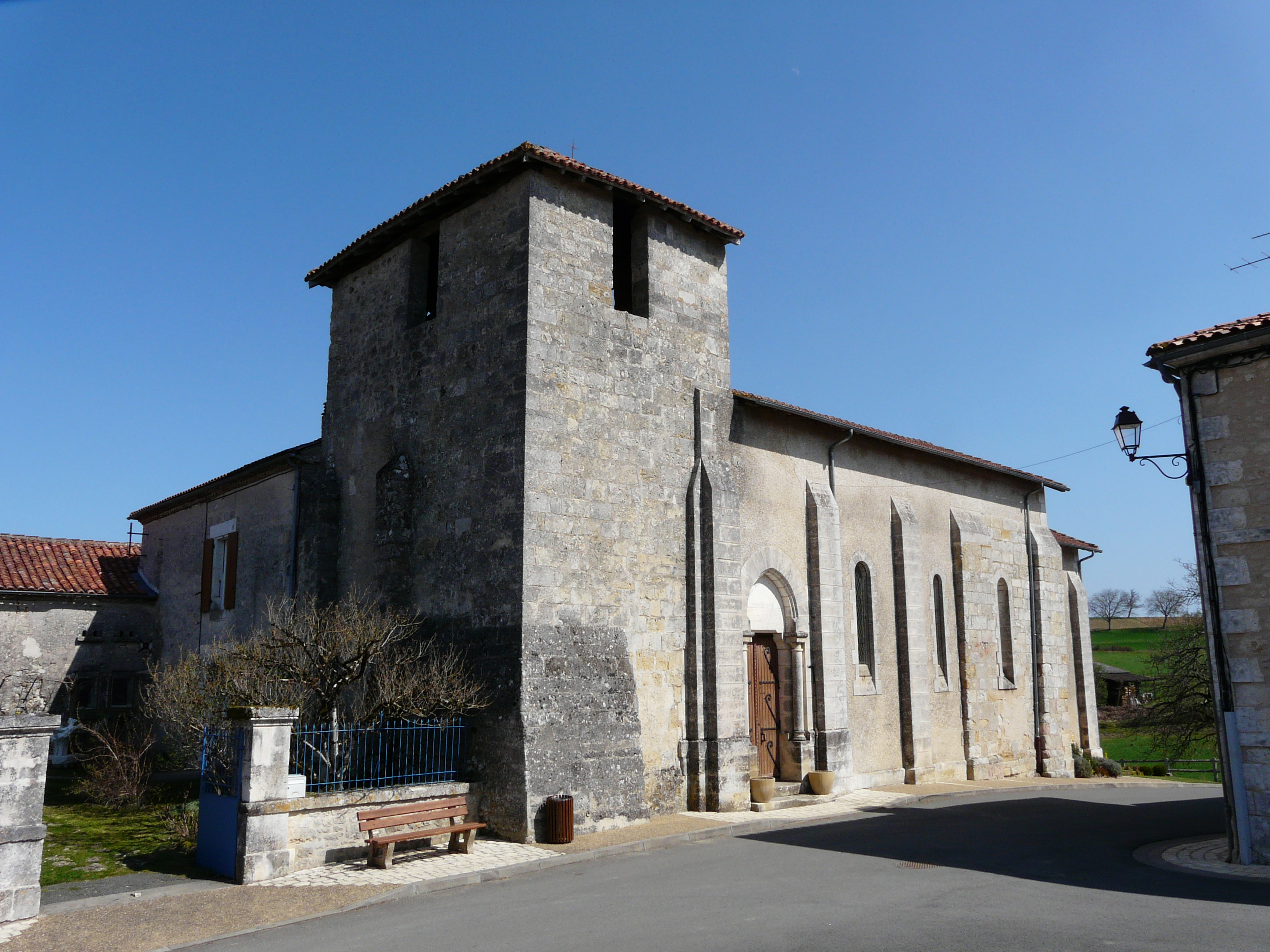
Церковь Св. Панкратия
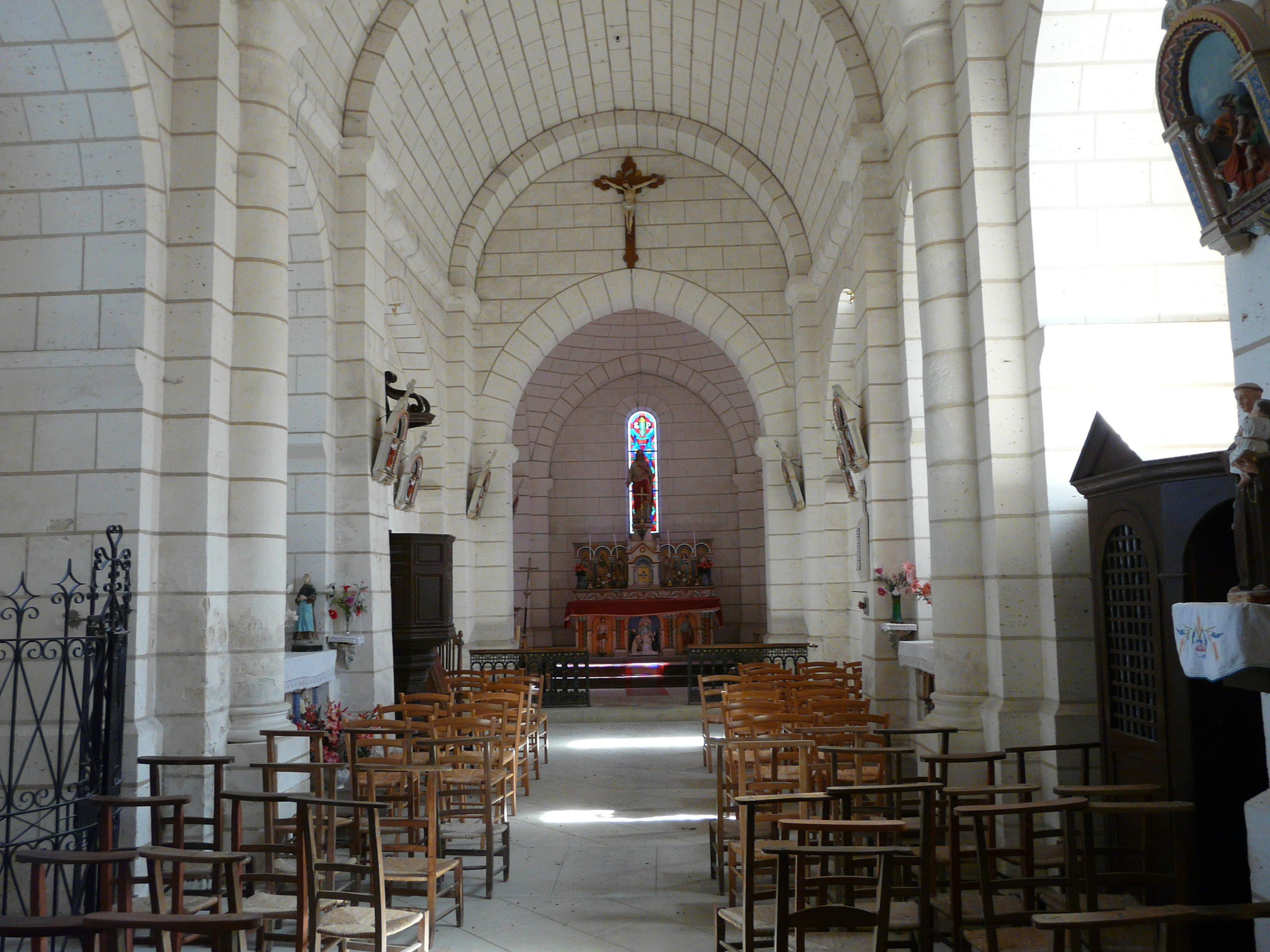
Интерьер церкви Св. Панкратия
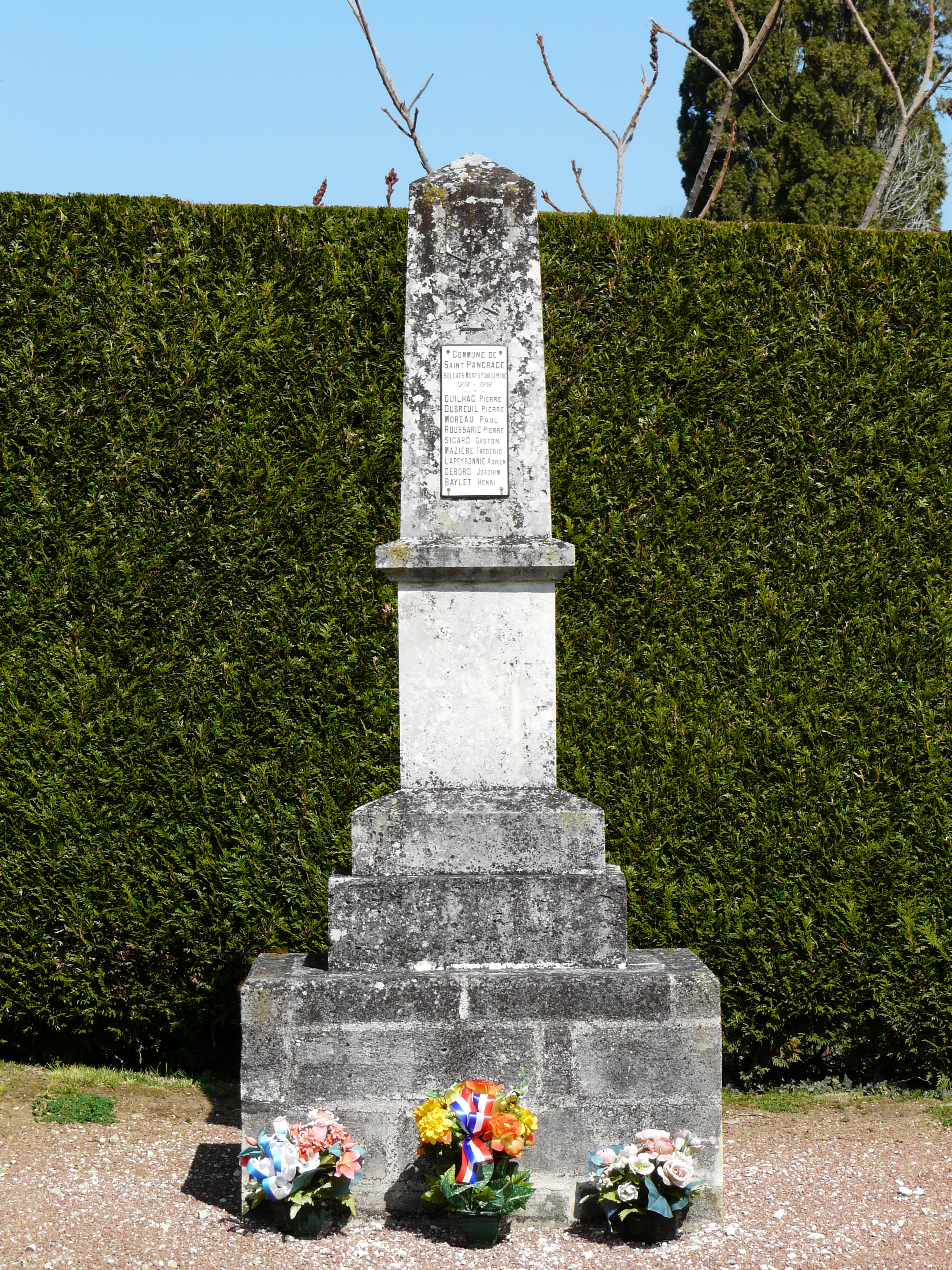
Военный мемориал
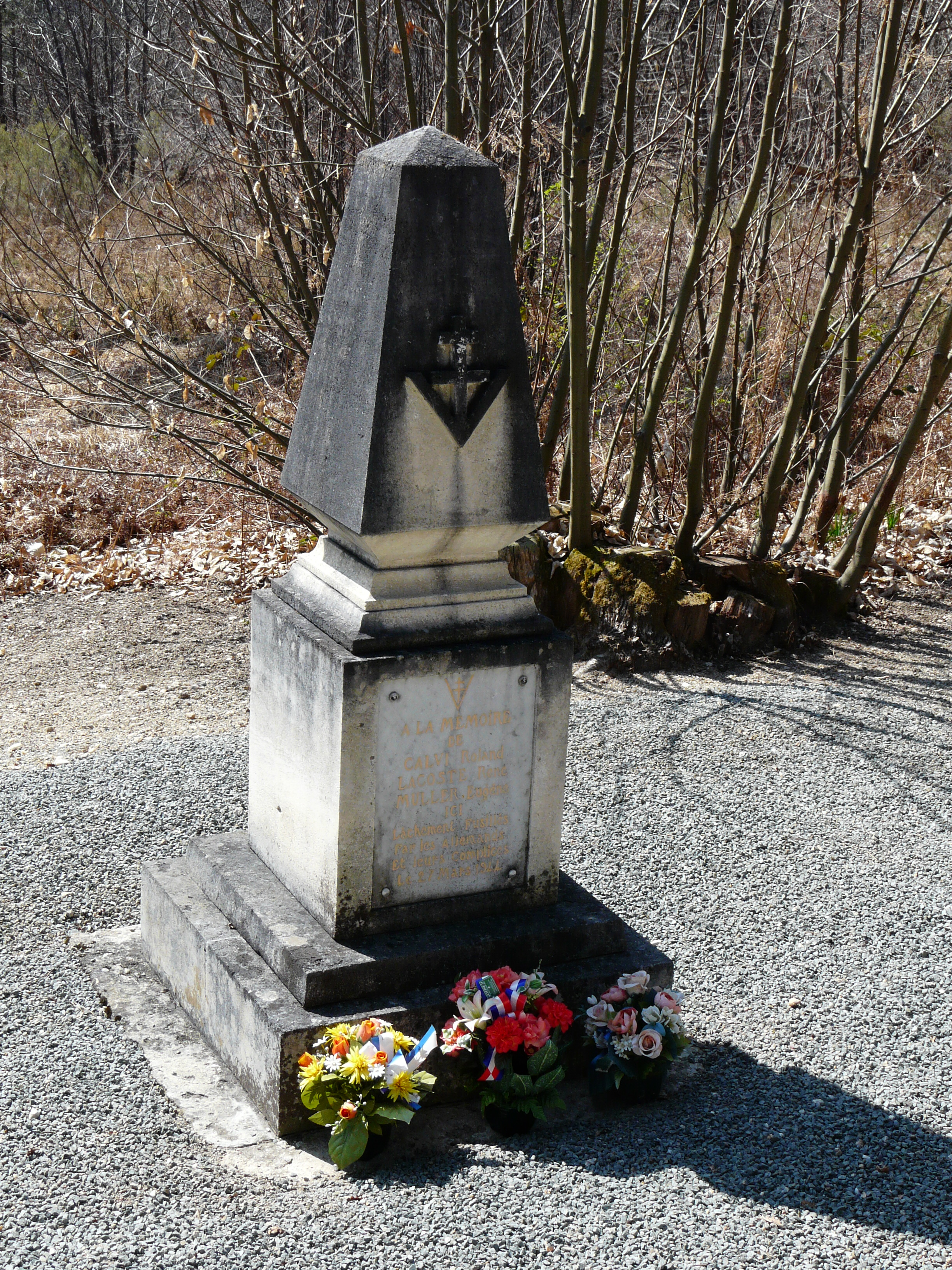
Памятник трём жителям, расстрелянным немцами 27 марта 1944 года